# Ouistreham
 Ouistreham  es una población y comuna francesa, situada en la región de Normandía, departamento de Calvados, en el distrito de Caen y cantón de Ouistreham.

## Historia
Ouistreham  ha sido un puerto comercial desde la Edad Media. El 6 de junio de 1944, el comando n.º 4 aterrizó en Ouistreham (nombre en código Sword) y se abrió camino hasta el puente Pegasus, con los 177 franceses del comando n.º 10 (entre aliados) encabezando el avance. El asalto a Ouistreham apareció en la película The Longest Day, aunque el lugar de rodaje fue en el pueblo cercano de Port-en-Bessin.

## Demografía
| 4780 | 5223 | 6140 | 6310 | 6709 | 8679 |
| Para los censos de 1962 a 1999 la población legal corresponde a la población sin duplicidades (Fuente: INSEE [Consultar]) |      |      |      |      |      |